# Orquestra Sinfônica de Berna
A Orquestra Sinfônica de Berna (em alemão: Berner Symphonie-Orchester; em francês: L'Orchestre Symphonique de Berne) é uma das maiores orquestras da Suíça, composta por cerca de 100 músicos. Foi fundada em 1877 na capital Berna.
Já foi regida por maestros conhecidos, como Bruno Walter, Wilhelm Furtwängler, Ferenc Fricsay, Yuri Ahronovitch e Eliahu Inbal. No período de 1990 a 2004, seu regente titular foi o maestro russo Dmitri Kitaenko. Desde 2005, o cargo é ocupado pelo russo Andrey Boreyko.
A Sinfônica de Berna apresenta cerca de 40 concertos a cada  temporada. Apresenta-se também como a orquestra de ópera do Teatro Municipal de Berna.